# 10769 Minas Gerais
10769 Minas Gerais eller 1990 UJ5 är en asteroid i huvudbältet som upptäcktes den 16 oktober 1990 av den belgiske astronomen Eric W. Elst vid La Silla-observatoriet. Den är uppkallad efter den brasilianska delstaten Minas Gerais.
Asteroiden har en diameter på ungefär 10 kilometer och den tillhör asteroidgruppen Eos.